# Achaearanea culicivora
Achaearanea culicivora är en spindelart som först beskrevs av Friedrich Wilhelm Bösenberg och Embrik Strand 1906.  Achaearanea culicivora ingår i släktet Achaearanea och familjen klotspindlar. Inga underarter finns listade i Catalogue of Life.